# Visions (Stratovarius)
Visions è il sesto album della band power metal finlandese Stratovarius. È da molti considerato il capolavoro della band per completezza, ricchezza e profondità dei brani. Si tratta di un concept album su Nostradamus.

## Tracce
Testi e musiche di Timo Tolkki.
1. Kiss of Judas – 5:41
2. Black Diamond – 5:48
3. Forever Free – 6:00
4. Before the Winter – 6:07
5. Legions – 5:44
6. Abyss of your Eyes – 5:38
7. Holy Light – 5:46
8. Paradise – 4:27
9. Coming Home – 5:37
10. Visions (Southern Cross) – 10:20

## Formazione
- Timo Kotipelto - voce
- Timo Tolkki - chitarra
- Jari Kainulainen - basso
- Jens Johansson - tastiera
- Jörg Michael - batteria